# Ère Kannin
L'ère Kannin (en japonais : 寛仁) est une des ères du Japon (年号, nengō, littéralement « le nom de l'année ») suivant l'ère Chōwa et précédant l'ère Jian s'étendant du mois d'avril 1017 au mois de février 1021. L'empereur régnant est Go-Ichijō-tennō (後一条天皇).

## Changement de l'ère
- 1017 Kannin 1 (寛仁元年?) : Le nom de la nouvelle ère est créé pour marquer un événement ou une série d'événements. L'ère précédente se termine là où commence la nouvelle, en Chōwa 6, le 23e jour du 4e mois de 1017[1].

## Événements de l'èreKannin
- Kannin gannen (寛仁元年) ou Kannin 1, le 22e du 1re mois  (1017) :  Quelques voleurs ayant pénétré pendant la nuit dans le palais impérial sont tués à coups de flèches par Fujiwara-no Nagasuke et Fujiwara-no Yositaka, officiers du sadaijin Fujiwara no Michinaga.  Go-Ichijō leur accorde des récompenses[2].
- Kannin 1, le 3e mois (1017) : Michinaga se démet de la charge de sadaijin et l'udaijin, Fuijwara no Akimitsu, lui succède.  Le nadaijin, Kan'in Kinsue, devient udaijin, et le dainagon, Fujiwara no Yorimichi, fils de l'épouse légitime de Michinaga, est fait nadaijin. Son père lui cède ensuite la place de régent de l'empire, (sesshō).  Yorimichi est âgé 26 ans, et son frère cadet, le chūnagon, Fujiwara no Koremichi, est fait sataishō, ou ministre de la gauche[3].
- Kannin 1, le 3e du 5e mois (1017) : Michinaga distribue des dons à plus de 3 000 pauvres, dans un bâtiment construit par ses ordres[3].
- Kannin 1, le 9e du 5e mois (1017): L'ancien empereur, le daijō-tennō Sanjō-in meurt âgé de 42 ans[3].
- Kannin 1, le 27e du 6e mois (1017) :  Quelques voleurs entrent de force dans le trésor de Michinaga, et emportent environ 1.300 onces de poudre d'or mais quelques mois après, ils sont arrêtés dans la province de Harima[3].

| Kannin    | 1e   | 2e   | 3e   | 4e   | 5e   |  |
| Grégorien | 1017 | 1018 | 1019 | 1020 | 1021 |  |